# Ernesto Tomasi
Pour les articles homonymes, voir Tomasi.
Ernesto Tomasi (né le 30 octobre 1906 à Vintimille en Ligurie et mort en 1997) est un joueur de football italien, qui jouait en tant que milieu offensif.
Il a évolué une partie de sa carrière dans son pays, l'Italie, ainsi que dans des clubs du sud-est de la France. 

## Biographie
Tomasi dit Totò commence sa carrière avec le club de Savone en 1927, avec qui il inscrit 29 buts en 65 matchs jusqu'en 1930. 
Il s'exile ensuite pour deux saisons de l'autre côté des Alpes, tout d'abord pour jouer avec l'OGC Nice puis à l'Olympique de Marseille. 
Il retourne ensuite en Italie et part jouer dans la capitale à l'AS Rome, avec qui il reste cinq saisons, et inscrit 16 buts en 106 matchs. Il signe ensuite en 1937 chez les géants du nord, les piémontais de la Juventus (avec qui il joue son premier match en bianconero le 12 septembre 1937 lors d'un succès 2-0 contre Livourne en Serie A), avec qui il reste trois saisons et remporte la Coupe d'Italie en 1938. 
Il retourne enfin à Savone puis part en 1945 au Sanremese, puis l'année suivante à Voghera. Lors de la saison 1946-47, il termine sa carrière à nouveau en France, à l'AS Cannes.

## Palmarès
Juventus
- Coupe d'Italie (1) :
  - Vainqueur : 1937-38.

- Championnat d'Italie :
  - Vice-champion : 1937-38.